# Zjazd w Łubnicach
Zjazd w Łubnicach – układ w Łubnicach zawarty 12 czerwca 1397 r.
Na zjeździe w Łubnicach 12 czerwca 1397 r. Związek Śląski skupiający 13 śląskich książąt, dwóch biskupów i jednego margrabiego morawskiego, który powstał z inicjatywy mieszczaństwa, śląskich książąt i szlachty w trosce o zapewnienie pokoju na terenie całego Śląska, należącego wówczas do coraz mniej stabilnego Królestwa Czech, zawarł układ z królem Polski Władysławem Jagiełłą o współpracy przy zwalczaniu przygranicznego rozbójnictwa.
Władysław Jagiełło spotkał się w łubnickim młynie z książętami śląskimi – bratankami Władysława Opolczyka. Na spotkaniu w młynie łubnickim król przekonał władców śląskich do zaniechania pomocy Opolczykowi oraz wyraził zgodę na przekazanie w zastaw ziemi lublinieckiej i oleskiej przez wojewodę krakowskiego dla cieszyńskiego księcia Przemysława I Noszaka.
W zjeździe brali udział między innymi: książę Ludwik I brzeski oraz książę cieszyński Przemysław I Noszak.